# Eliseo Rivero
Eliseo Roque Rivero Pérez (Montevideo, 27 de diciembre de 1957) es un exfutbolista uruguayo que jugaba como defensa por el lateral izquierdo. También conocido como «Tito» Rivero, fue campeón sudamericano sub-20 en Perú 1975 y Venezuela 1977. Con la selección mayor ganó la Copa América 1983 y participó en el Mundial de México de 1986.

## Biografía
Debutó en Danubio con 19 años, en 1976. En 1977 ganó la copa «Hugo Forno». En 1978 alcanzó el segundo puesto con Danubio en la Liguilla Pre-Libertadores de América y Danubio clasificó para jugar la Copa Libertadores 1978, con la dirección de Luis Cubilla. Obtuvo el vicecampeonato en el campeonato uruguayo de 1983 y ganó en forma invicta la Liguilla de 1983, por lo que jugó la Copa Libertadores 1984.
En 1985 pasó a Peñarol y ese año  ganó el campeonato uruguayo de 1985.
En 1986 pasó a Platense de Argentina, junto a Marcelo Rotti. Jugó 29 partidos y regresó a Uruguay para jugar en Defensor en el segundo semestre de 1987. En 1988 jugó en Peñarol y se retiró en Defensor al año siguiente.
Con Defensor obtuvo el campeonato uruguayo 1987, bajo la dirección técnica de Raúl Möller.

### Selección juvenil y mayor
Fue campeón sudamericano con la selección sub-20 de Uruguay en Perú 1975 y Venezuela 1977. Jugó en la Copa Mundial de Fútbol Juvenil de 1977 en Túnez, donde Uruguay alcanzó el cuarto puesto.
Con la selección mayor jugó siete partidos, entre agosto de 1983 y junio de 1986. Integró el plantel que disputó la Copa América 1983 que ganó Uruguay, pero no llegó a jugar. También participó del Mundial de México de 1986 y fue titular en octavos de final, en derrota 1 a 0 frente a Argentina.

## Clubes
| Club     | País      | Año         |
| -------- | --------- | ----------- |
| Danubio  | Uruguay   | 1975 - 1984 |
| Peñarol  | Uruguay   | 1985 - 1986 |
| Platense | Argentina | 1986 - 1987 |
| Defensor | Uruguay   | 1987        |
| Peñarol  | Uruguay   | 1988        |
| Defensor | Uruguay   | 1989        |